# Чех, Марек (чешский футболист)
Ма́рек Чех (чеш. Marek Čech; 8 апреля 1976, Острава) — чешский футболист, вратарь.

## Карьера

### Клубная

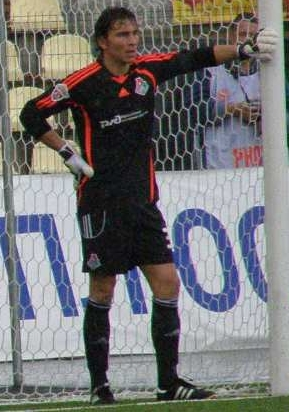
Марек Чех в составе «Локомотива»

Начал заниматься футболом в школе клуба «Славия» (Орлова), за который играл его отец Олдржих Чех (он тоже был вратарём). В 14 лет перешёл в клуб «Баник» (Острава). Во время военной службы играл за клуб «ВТЖ Хранице», затем выступал в клубах второй лиги «Фридек-Мистек», «НХ Острава», «Тршинец», в словацких клубах «Жилина» и «Спартак» (Трнава). С 2004 по 2007 годы выступал за клуб высшей лиги Чехии «Слован» (Либерец). В 2006 году не пропускал голов в свои ворота в течение 720 минут.
В январе 2007 года перешёл во владивостокский клуб «Луч-Энергия» за 500 тысяч долларов (12 миллионов чешских крон). После травм Гильерме и Ивана Левенца, неуверенной игры Ивана Пелиццоли «Локомотив» искал нового вратаря и выбор пал на Марека. 28 августа 2008 года перешёл из «Луча» в московский «Локомотив». Договор был подписан на 2,5 года. В декабре 2010 года новый главный тренер «Локомотива» Юрий Красножан заявил, что клуб принял решение расстаться с Мареком, контракт которого истёк. 14 января 2011 года подписал контракт с клубом «Жемчужина-Сочи», но после распада «Жемчужины-Сочи» из-за финансовых проблем подписал контракт с «Викторией» из Пльзеня, с которой вышел в групповой этап Лиги чемпионов.
В российской Премьер-Лиге провел 67 игр, пропустил 77 мячей.

### В сборной
15 ноября 2006 года сыграл свой единственный матч за национальную сборную Чехии — против Дании (1:1).

## Достижения
«Жилина»
- Чемпион Словакии (1): 2001/02

 «Слован Либерец»
- Чемпион Чехии (1): 2005/06

 «Виктория Пльзень»
- Третье место чемпионата Чехии (1): 2011/12

 «Спарта Прага»
- Чемпион Чехии (1): 2013/14
- Обладатель Кубка Чехии (1): 2013/14
- Вице-чемпион Чехии (1): 2012/13